# شرق جاكرتا
شرق جاكرتا (بالإندونيسية: Jakarta Timur) هي واحدة من المدن الإدارية الخمس التي تشكل منطقة العاصمة الخاصة جاكرتا في إندونيسيا. عدد سكانها 2.687.027 حسب تعداد عام 2010، مما يجعلها الأكثر اكتظاظا بالسكان من المدن الإدارية الخمس داخل جاكرتا. شرق جاكرتا غير متمتع بالحكم الذاتي وليس له مجلس مدينة، وبالتالي فهو غير مصنف كبلدية مناسبة.
يحدها شمال جاكرتا من الشمال، وبيكاسي من الشرق، وديبوك من الجنوب، وجنوب جاكرتا ووسط جاكرتا من الغرب. يقع مكتب الحاكم في القرية الإدارية (كيلوراهان) في جاتينجارا، في منطقة جاتينجارا الفرعية.

## الاقتصاد
يقع مكتب شركة أقيستار للطيران في منطقة شرق جاكرتا. في الماضي يوجد في شرق جاكرتا 23 مطحنة من مطاحن سكر مثل مطحنة ستو وجاتيوارنا وسيجر وكاليجيرين وبيدوجكيلان (سيمانجس) وبلاسيجونوندج وكيليندر وبيدوكجاتي وسيبوبور. تم افتتاح مصانع السكر لأول مرة في كليندر في عام 1905.

## المناطق
تنقسم شرق جاكرتا إلى 10 مناطق فرعية:
- ماترامان.
- بولو جادونج.
- جاتيبيغارا.
- دورين ساويت.
- كرامات جاتي.
- ماكاسار.
- باسار ريبو.
- سيراكاس.
- سيبايونج.
- كاكونج.

## وسائل النقل
- يقدم مطار حليم بيرداناكوسوما الدولي قاعدة عملاء محدودة. عادة في غضون ساعة طيران من المطار.[5]
- توفر محطة كامبونج رامبوتان للحافلات بشكل رئيسي خدمة الحافلات بين المقاطعات وبين المدن.
- محطة حافلات بولوجبانج توفر خدمة التنقل بين المدن والمقاطعات، تم افتتاحها في 23 يونيو 2012.[6]